# GHI Bronx Tennis Classic 1993
Il GHI Bronx Tennis Classic 1993 è stato un torneo di tennis facente parte della categoria ATP Challenger Series nell'ambito dell'ATP Challenger Series 1993. Il torneo si è giocato a Bronx negli Stati Uniti dal 16 al 22 agosto 1993 su campi in cemento.

## Vincitori

### Singolare
Jean-Philippe Fleurian ha battuto in finale  Chris Wilkinson con il punteggio di 3–6, 7–5, 6–2

### Doppio
Johan De Beer /  Kevin Ullyett hanno battuto in finale  Wayne Arthurs /  Grant Doyle con il punteggio di 7–6, 7–6